# Carpale tunnel

Dwarsdoorsnede van de pols

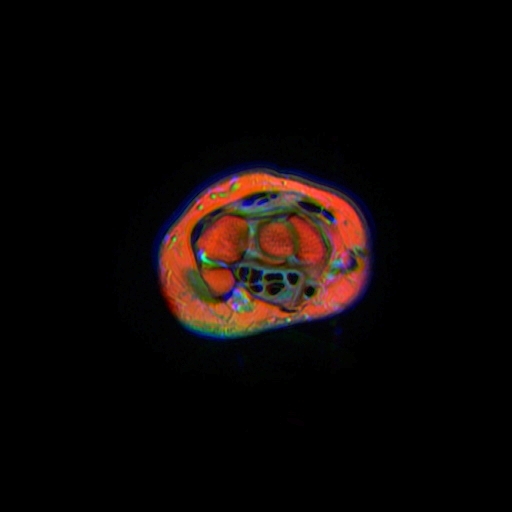

De carpale tunnel of canalis carpi is in het menselijk lichaam de doorgang aan de palmaire zijde van de pols, die de voorarm met het middelste compartiment van het diepe vlak van de handpalm verbindt. De tunnel wordt gevormd door de polsbotten en bindweefsel. Verschillende pezen en de nervus medianus lopen door deze tunnel.
De tunnel is nauw en wanneer een van de negen pezen opzwelt kan de nervus medianus bekneld raken, een medisch probleem dat bekendstaat als het carpaletunnelsyndroom.